# Kaptol (gemeente)
Kaptol (Hongaars: Pozsegaszentpéter) is een gemeente in de Kroatische provincie Požega-Slavonië.
Kaptol telt 4007 inwoners. De oppervlakte bedraagt 85,49 km², de bevolkingsdichtheid is 46,9 inwoners per km².
Steden (gradovi): Požega · Kutjevo · Lipik · Pakrac · Pleternica

Gemeenten (općine): Brestovac · Čaglin · Jakšić · Kaptol · Velika